# 陈东升 (1957年)
陈东升（1957年12月27日—），祖籍湖北省京山县杨集镇双墩村，湖北天门人，中华人民共和国企业家。

## 生平
1957年生于湖北省天门市竟陵。1983年7月毕业于武汉大学，获经济学博士学位。[1979年考入武汉大学，1983年毕业获学士学位。]  2003年被评为武汉大学第三届杰出校友。1993年创建中国嘉德国际拍卖有限公司。1996年组建泰康人寿保险股份有限公司，出任董事长兼CEO。旗下企业包括泰康人寿、嘉德国际、宅急送。在《财富》2012中国最具影响力的50位商界领袖排行榜中，陈东升排行第十九位。在2013年《新财富》杂志发布的“新财富500富人榜”排名中，陈东升、孔东梅夫妇以50亿元财富位列第242位。

## 家庭
陈东升和前妻陆昂是大学同学，两人育有一子陈奕伦，毕业于哈佛大学。陈奕伦与薄瓜瓜是北京景山学校同届小学同学，薄瓜瓜的cousin-in-law系毛泽东外孙（李讷之子）。1996年，陈东升与毛泽东的外孙女孔东梅（李敏之女）开始婚外情，生下三名子女。2011年，陈东升和陆昂离婚，娶孔东梅为妻，两人在钓鱼台国宾馆举行婚礼。